# Camponotus rudis
Camponotus rudis é uma espécie de inseto do gênero Camponotus, pertencente à família Formicidae.